# 36-я воздушная армия (СССР)
36-я воздушная армия (36-я ВА) — воздушная армия СССР в составе Вооружённых сил СССР.

## История создания
- Сформирована в апреле 1967 года как 36-я воздушная армия на базе ВВС Южной группы войск (которые ведут свою историю от 2-й воздушной армии);
- 5 января 1980 года переименована в ВВС Южной группы войск (с отделами Фронтовой и армейской авиации);
- в апреле 1988 года переименована обратно в 36-ю воздушную армию;
- В 1991 после вывода из Венгрии расформирована;
- 2011 создание (мемориального) Музея ВВС ЮГВ ветеранами 36 ВА недалеко от аэродрома Кунмадараш.

## Наименования
- 2-я воздушная армия (ВВС ЦГВ) (1945—1949);
- 59-я воздушная армия (1949—1955);
- авиационный отдел Особого корпуса;
- ВВС Южной группы войск (до 1967 года);
- 36-я воздушная армия;
- ВВС Южной группы войск;
- Войсковая часть 86889.

## Расформирование
Расформирована в июле 1991 года

## Состав

### Первоначальный боевой состав
- 195-я гвардейская истребительная авиационная дивизия (аэродром Тёкёль, с апреля 1968 года вновь переименована в 11-ю гв. иад);
  - 5-й гвардейский истребительный авиационный полк (Шармеллек);
  - 14-й гвардейский истребительный авиационный полк (Кишкунлацхаза, Пешт);
  - 515-й истребительный авиационный полк (Тёкёль);
- 177-я гвардейская бомбардировочная авиационная Черкасская Краснознамённая, ордена Суворова дивизия:[1] (расформирована в 1960 году):
  - 674-й гвардейский бомбардировочный авиационный Висленский Краснознамённый полк (Ил-28, Дебрецен);
  - 727-й гвардейский бомбардировочный авиационный Черкасский ордена Богдана Хмельницкого полк (Ил-28, Текель);
  - 880-й гвардейский бомбардировочный авиационный Висленский Краснознамённый полк (Ил-28, Дебрецен);
- 727-й гвардейский бомбардировочный авиационный полк (Дебрецен, с августа 1960 года);
- 1-й гвардейский авиационный полк истребителей-бомбардировщиков (Кунмадараш[венг.], Яс-Надькун-Сольнок);
- 315-я отдельная разведывательная авиационная эскадрилья (Кунмадараш);
- 396-й гвардейский отдельный вертолётный полк (Калоча)
- 97-я отдельная гвардейская разведывательная авиационная эскадрилья (Дебрецен, с августа 1960 года — на базе 880-го гв. бап)
- 201-я отдельная смешанная авиационная эскадрилья (Тёкёль)
- 18-й отдельный полк связи (Пилишчаба)
- склады ГСМ, одс/обс/орс рто, РТБ, ПАРМ, и другие части обеспечения

В 1957 году в состав группы прибыла 275-я Пушкинская Краснознамённая истребительная авиационная Пушкинская Краснознамённая дивизия в составе трёх полков:
- 14-й гвардейский истребительный авиационный полк (Калоча, Венгрия, МиГ-17);
- 159-й истребительный авиационный полк (Кишкунлахаза[венг.], Венгрия, МиГ-17);
- 283-й истребительный авиационный полк (Сольнок, Венгрия, МиГ-17).

### Боевой состав на 1990 год[2]
- 11-я гвардейская истребительная авиационная дивизия (Тёкёль) (расформирована в июне 1991 г.);
  - 5-й гвардейский истребительный авиационный полк (Шармеллек), полк расформирован в октябре 1990 года: часть лётного и самолётного состав направлена в 642-й гвардейский иап (Вознесенск, Украина), а часть в Берёзу (Белоруссия);
  - 14-й гвардейский истребительный авиационный полк (Кишкунлацхаза) — 22.04.1991 г. полк выведен в Жердевку Тамбовской области, затем в 1999 году на аэродром Халино, город Курск, в 2009 году расформирован;
  - 515-й истребительный авиационный полк (Тёкёль), полк расформирован в 1989 году, самолёты переданы в 5-й гвардейский иап;
- 328-й отдельный гвардейский разведывательный авиационный полк (Кунмадараш, с сентября 1977 года, на базе 97-й ораэ);
- 1-й гвардейский авиационный полк истребителей-бомбардировщиков (Кунмадараш), 21.04.1991 г. вошёл в состав ВВС Северо-Кавказского военного округа, Лебяжье Волгоградской области;
- 396-й гвардейский отдельный вертолётный полк (Калоча);
- 201-я отдельная смешанная авиационная эскадрилья (Тёкёль);
- 294 отдельная вертолётная эскадрилья РЭБ (Дебрецен), выведена из состава и передана в 5-ю ВА, место дислокации аэр. Тирасполь (Приднестровье);
- 18-й отдельный полк связи.

## Дислокация
С апреля 1967 года по июль 1991 года штаб 36-й воздушной армии дислоцировался в микрорайоне Матяшфелд города Будапешт

## Подчинение
| Объединение        | Период                            |
| ------------------ | --------------------------------- |
| Южная группа войск | апрель 1967 года — июль 1991 года |

## Командующие армией
- Генерал-майор авиации Горбатюк Евгений Михайлович[3], период нахождения в должности: с ноября 1956 г. по июль 1959 г.
- Генерал-майор авиации Пушкин Анатолий Иванович[4][5], период нахождения в должности: с апреля 1967 г. по ноябрь 1967 г.
- Генерал-майор авиации Харламов Семён Ильич, период нахождения в должности: с ноября 1967 г. по май 1971 г.
- Генерал-лейтенант авиации Голубев Сергей Васильевич[6], период нахождения в должности: с мая 1971 г. по май 1973 г.
- Генерал-лейтенант авиации Шмагин Владимир Михайлович, период нахождения в должности: с мая 1973 г. по апрель 1977 г.
- Генерал-майор авиации Сафронов Пётр Павлович, период нахождения в должности: с апреля 1977 г. по апрель 1979 г.
- Генерал-майор авиации Борсук Анатолий Фёдорович, период нахождения в должности: с апреля 1979 г. по июль 1980 г.
- Генерал-майор авиации Корольков Борис Фёдорович, период нахождения в должности: с июля 1980 г. по август 1983 г.
- Генерал-майор авиации Афанасьев Владимир Иванович, период нахождения в должности: с августа 1983 г. по сентябрь 1987 г.
- Генерал-майор авиации Гусев Александр Иванович, период нахождения в должности: с сентября 1987 г. по январь 1991 г.

## Боевые действия
36-я воздушная армия частью сил принимала участие в 1968 году в Операции «Дунай».